# Libnotes recurvinervis
Libnotes recurvinervis là một loài ruồi trong họ Limoniidae. Chúng phân bố ở miền Cổ bắc.